# Vitória-ASC
Vitória–ASC (UCI code: ASC) was een Portugese wielerploeg in de UCI Continental-categorie die ontstond uit de associatie tussen de União Ciclista de Vila do Conde en Vitória SC de Guimarães. Het professionele team werd in 2007 opgeheven vanwege een gebrek aan steun en investeringen in het team, en ging door met de basistraining.

## Geschiedenis
De ploeg werd in 1998 opgericht onder de naam ASC–Guilhabreu–Vila do Conde en probeerde zich in de jaren 2000 te vestigen als een professionele wielerploeg, met een professionele status in de Europese UCI Continental Tour tussen 2002 en 2007.
In de jaren 2005, 2006 en 2007 had de ploeg de status van de Europese UCI Continental Tour, één categorie lager dan de UCI WorldTour. In 2005 opereerde het team onder de naam ASC–Chenco Jeans. In 2006 sloot de União Ciclista de Vila do Conde zich aan bij Vitória SC de Guimarães en ging het team verder als Vitória–ASC. Aanvankelijk had de ploeg een budget van 350 duizend euro.
2005 · 2006 · 2007